# Чернівецький обласний комітет Комуністичної партії України
Чернівецький обласний комітет Комуністичної партії України — орган управління Чернівецькою обласною партійною організацією КП України (1940–1991 роки). Чернівецька область утворена 7 серпня 1940 року. 

## Перші секретарі обласного комітету (обкому)
- серпень 1940 — серпень 1941 — Грушецький Іван Самійлович
- квітень 1944 — листопад 1946 — Зеленюк Іван Степанович
- листопад 1946 — січень 1948 — Вовк Володимир Якович
- січень 1948 — вересень 1952 — Гапій Дмитро Гаврилович
- вересень 1952 — 24 листопада 1953 — Горобець Іван Григорович
- 24 листопада 1953 — травень 1956 — Компанець Іван Данилович
- травень 1956 — 25 січня 1963 — Ботвинов Олександр Гнатович
- 25 січня 1963 — 12 червня 1972 — Григоренко Олексій Семенович
- 12 червня 1972 — 8 січня 1985 — Дикусаров Володимир Григорович
- 8 січня 1985 — 5 січня 1990 — Нівалов Микола Миколайович
- 12 січня 1990 — серпень 1991 — Дмитрієв Євген Іванович

## Другі секретарі обласного комітету (обкому)
- серпень 1940 — серпень 1941 — Зеленюк Іван Степанович
- серпень 1944 — листопад 1946 — Вовк Володимир Якович
- 1946 (затв. січень 1947) — березень 1948 — Іванов Пилип Васильович
- березень 1948 — 4 вересня 1952 — Рябик Іван Ілліч
- 4 вересня — 3 грудня 1952 — Кравченко Леонід Гаврилович
- 10 січня 1953 — січень 1958 — Месюренко Лука Максимович
- січень 1958 — 25 січня 1963 — Григоренко Олексій Семенович
- 25 січня 1963 — листопад 1963 — Аршинов Дмитро Максимович
- листопад 1963 — 1970 — Кравченко Іларіон Мусійович
- 1970 — 23 червня 1973 — Ленчинський Віктор Петрович
- 23 червня 1973 — 1979 — Слінченко Володимир Іванович
- 1979 — серпень 1991 — Ревенко Микола Мусійович

## Секретарі обласного комітету (обкому)
- серпень 1940 — липень 1941 — Очеретяний Володимир Трохимович (3-й секретар)
- серпень 1940 — липень 1941 — Лучицький Йосип Данилович (по пропаганді)
- серпень 1940 — липень 1941 — Фіалковський Василь Андрійович (по кадрах)
- 15 квітня 1941 — липень 1941 — Солдатов Василь Дмитрович (по промисловості)
- 15 квітня 1941 — липень 1941 — Шимчук Яків Павлович (по транспорту)
- лютий 1944 — березень 1948 — Рябик Іван Ілліч (по кадрах)
- квітень 1944 — вересень 1946 — Лучицький Йосип Данилович (по пропаганді)
- грудень 1945 — 1946 — Іванов Пилип Васильович (3-й секретар)
- вересень 1946 — травень 1950 — Карпенко Микола Єлисейович (по пропаганді)
- 1946 (затв. січень 1947) — березень 1948 — Маляров Іван Петрович (3-й секретар)
- березень 1948 — вересень 1950 — Гульчак Борис Миколайович (3-й секретар)
- березень 1948 — вересень 1952 — Нечаєв Михайло Васильович (по кадрах)
- травень (затв.) 1950 — листопад 1963 — Фесенко Іван Костянтинович (по ідеології)
- вересень 1950 — вересень 1952 — Кравченко Леонід Гаврилович
- 8 серпня 1954 — 26 жовтня 1956 — Бодюх Олексій Омелянович (по сільському господарству)
- 25 січня 1963 — лютий 1966 — Богородченко Іван Костянтинович (парт-держ. контроль)
- листопад 1963 — 1969 — Курило Володимир Михайлович (по ідеології)
- серпень 1966 — 1970 — Ленчинський Віктор Петрович
- 1969 — 15 лютого 1975 — Гаврилюк Олексій Юхимович (по ідеології)
- 1970 — 17 жовтня 1975 — Коломоєць Надія Семенівна
- 27 січня 1973 — 17 жовтня 1975 — Антонішин Євген Олександрович (по сільському господарству)
- 15 лютого 1975 — 12 січня 1990 — Іванеско Михайло Іванович (по ідеології)
- 17 жовтня 1975 — 11 червня 1983 — Боднар Євгенія Семенівна
- 17 жовтня 1975 — 1989 — Мотовилін Віктор Павлович (по сільському господарству)
- 11 червня 1983 — 2 червня 1990 — Бараковецька Світлана Іванівна
- квітень 1989 — січень 1990 — Дмитрієв Євген Іванович (по сільському господарству)
- 12 січня 1990 — серпень 1991 — Кузнецов Едуард Іванович (по ідеології)
- 2 червня 1990 — 1991 — Рошка Алчіп Олексійович
- 2 червня 1990 — 1991 — Федоренко Анатолій Миколайович

## Заступники секретарів обласного комітету (обкому)
- травень 1944 — /1945/ — Дикань Іван Панасович (заст. секретаря обкому по промисловості)
- /1945/ — 1946 — Баркалов Олександр Іванович (заст. секретаря обкому по транспорту)
- затверджений вересень 1946 — /1947/ — Бояренко Ф.П. (заст. секретаря обкому по транспорту)
- затверджений листопад 1946 — листопад 1948 — Ільїн О.М. (заст. секретаря обкому по торгівлі і громадському харчуванню)
- січень 1947 — листопад 1948 — Агафонов Костянтин Васильович (заст. секретаря обкому по транспорту)
- /1946/ — березень 1948 — Нечаєв Михайло Васильович (заст. секретаря обкому по будівництву і будівельних матеріалах)
- /1947/ — листопад 1948 — Зозуля Олександр Григорович (заст. секретаря обкому)